# Wereldbeker schaatsen 2009/2010 - Wereldbeker 1
De Wereldbeker schaatsen 2009/10 Wereldbeker 1  was de openingswedstrijd van het Wereldbekerseizoen. De wedstrijd werd gehouden in het  Sportforum Hohenschönhausen in Berlijn, Duitsland van 7 tot en met 9 november 2009.

## Onderdelen
| Datum      | Tijd      | Onderdeel                                  |
| ---------- | --------- | ------------------------------------------ |
| 6 November | 17:00 MET | 500 m mannen 3000 m vrouwen 1000 m mannen  |
| 7 November | 14:00 MET | 500 m vrouwen 5000 m mannen 1000 m vrouwen |
| 8 November | 14:00 MET | 500 m mannen 1500 m vrouwen 1500 m mannen  |

## Nederlandse deelnemers
| Afstand | Geslacht | Deelnemers, A- of B-groep | Deelnemers, A- of B-groep | Deelnemers, A- of B-groep | Deelnemers, A- of B-groep | Deelnemers, A- of B-groep | Deelnemers, A- of B-groep | Deelnemers, A- of B-groep | Deelnemers, A- of B-groep | Deelnemers, A- of B-groep | Deelnemers, A- of B-groep |
| ------- | -------- | ------------------------- | ------------------------- | ------------------------- | ------------------------- | ------------------------- | ------------------------- | ------------------------- | ------------------------- | ------------------------- | ------------------------- |
| 1e 500m | Mannen   | Smeekens                  | A                         | Kuipers                   | A                         | Tuitert                   | A                         | Groothuis                 | A                         | R. Mulder                 | A                         |
| 1e 500m | Vrouwen  | Gerritsen                 | A                         | Boer                      | A                         | Oenema                    | A                         | Timmer                    | A                         | van Riessen               | B                         |
|         |          |                           |                           |                           |                           |                           |                           |                           |                           |                           |                           |
| 2e 500m | Mannen   | Smeekens                  | A                         | M. Mulder                 | B                         | Tuitert                   | A                         | Groothuis                 | A                         | R. Mulder                 | A                         |
| 2e 500m | Vrouwen  | Gerritsen                 | A                         | Boer                      | A                         | Oenema                    | A                         | Timmer                    | A                         | van Riessen               | B                         |
|         |          |                           |                           |                           |                           |                           |                           |                           |                           |                           |                           |
| 1000m   | Mannen   | Groothuis                 | A                         | Elgersma                  | A                         | Tuitert                   | A                         | Nijenhuis                 | A                         | Bos                       | A                         |
| 1000m   | Vrouwen  | Gerritsen                 | A                         | Timmer                    | A                         | Van Riessen               | A                         | Wüst                      | B                         | Boer                      | A                         |
|         |          |                           |                           |                           |                           |                           |                           |                           |                           |                           |                           |
| 1500m   | Mannen   | Ket                       | A                         | Tuitert                   | A                         | R. Olde Heuvel            | A                         | Wennemars                 | A                         | Groothuis                 | A                         |
| 1500m   | Vrouwen  | Gerritsen                 | A                         | Wüst                      | A                         | Valkenburg                | A                         | Boer                      | A                         | Bruintjes                 | A                         |
|         |          |                           |                           |                           |                           |                           |                           |                           |                           |                           |                           |
| 5000m   | Mannen   | Kramer                    | A                         | Verheijen                 | A                         | W. Olde Heuvel            | A                         | De Jong                   | A                         | Verweij                   | A                         |
| 3000m   | Vrouwen  | Groenewold                | A                         | Wüst                      | A                         | Valkenburg                | A                         | Kleinsman                 | A                         | van der Weijden           | A                         |

De beste Nederlander per afstand is dik gedrukt

## Podia

### Mannen
| Afstand:        | Goud:                             | Tijd       | Zilver:                  | Tijd    | Brons:                    | Tijd    |
| 500 m (vrijdag) | Lee Kang-Seok Zuid-Korea          | 34,80      | Lee Kyou-Hyuk Zuid-Korea | 35,02   | Keiichiro Nagashima Japan | 35,13   |
| 500 m (zondag)  | Tucker Fredricks Verenigde Staten | 35,06      | Lee Kang-Seok Zuid-Korea | 35,09   | Lee Kyou-Hyuk Zuid-Korea  | 35,13   |
| 1000 m          | Shani Davis Verenigde Staten      | 1.08,53 BR | Jevgeni Lalenkov Rusland | 1.09,10 | Mun Joon Zuid-Korea       | 1.09,43 |
| 1500 m          | Shani Davis Verenigde Staten      | 1.44,47 BR | Håvard Bøkko Noorwegen   | 1.45,56 | Denny Morrison Canada     | 1.45,69 |
| 5000 m          | Sven Kramer Nederland             | 6.14,69    | Håvard Bøkko Noorwegen   | 6.17,17 | Bob de Jong Nederland     | 6.19,22 |

### Vrouwen
| Afstand:         | Goud:                      | Tijd       | Zilver:                    | Tijd    | Brons:                      | Tijd    |
| 500 m (zaterdag) | Wang Beixing China         | 37,85      | Jenny Wolf Duitsland       | 38,04   | Nao Kodaira Japan           | 38,19   |
| 500 m (zondag)   | Jenny Wolf Duitsland       | 37,52 BR   | Wang Beixing China         | 37,94   | Annette Gerritsen Nederland | 38,27   |
| 1000 m           | Christine Nesbitt Canada   | 1.15,41    | Nao Kodaira Japan          | 1.15,92 | Marianne Timmer Nederland   | 1.16,13 |
| 1500 m           | Christine Nesbitt Canada   | 1.55,54 BR | Martina Sáblíková Tsjechië | 1.56,99 | Brittany Schussler Canada   | 1.57,26 |
| 3000 m           | Martina Sáblíková Tsjechië | 4.00,75 BR | Masako Hozumi Japan        | 4.06,25 | Stephanie Beckert Duitsland | 4.07,17 |